# Харків-Північний (аеропорт)
Міжнаро́дний аеропо́рт «Ха́рків-Півні́чний» (Харків-Сокільники) (ICAO: UKHV) — аеропорт у Харкові. Розташований на території Харківського авіаційного заводу в історичній місцевості Сокільники між вулицями Григорія Сковороди та Сумською, паралельно їм. Офіційна адреса: Сумська, 134.
Аеродром використовується як для цивільної, так й для експериментальної авіації (тут проводяться випробування літаків, що випускаються і ремонтуються на авіазаводі). Аеродром здатний приймати літаки Як-42, Ан-12 та усі більш легкі, а також вертольоти всіх типів.

## Історія
Збудований як центральний пасажирський і вантажний аеропорт столиці УРСР в 1923 році.
Влітку 1924 року почалося регулярне авіасполучення по першим повітряним рейсам Харків-Київ, Харків-Одеса.
У зв'язку з будівництвом ХАЗу пасажирський аеропорт перенесли на початку 1930-х років на аеродром «Основа». Після цього аеродром Сокільники використовувався лише для виробничих потреб. Під час війни був військовим аеродромом.
З 1990-х років знову використовується як аеропорт для пасажирських рейсів, зокрема чартерних: до Німеччини, на Близький Схід.
У другій половині 90-х років силами ХДАВП під керівництвом Павла Науменка і компанії ІнтерАМІ була повністю відновлена злітно-посадкова смуга аеродрому, в Словаччині придбано сучасне світлотехнічне обладнання, завдяки якому аеродром став цілодобовим. Також керівництву ХДАВП вдалося здійснити атестацію аеродрому й отримати статус «міжнародний аеропорт». Даний процес був досить складний, оскільки потрібно було об'єднати зусилля по взаємодії з Укравіатранс (зараз ― ДАСУ), Украерорух, митною та прикордонними службами, а також виконати великий комплекс будівельних робіт безпосередньо на заводі. Після ВПП і поновлення старих систем контролю за повітряним рухом, було збудовано сучасний пасажирський термінал.

## Топоніміка
Сьогодні аеродром Харківського авіазаводу в розмовній мові називається Харків-Північний. До ліквідації аеродрому ХАІ в 1970-х роках саме той називався Харків-Північний; аеродром ж ХАЗу з моменту спорудження у 1923 році називався Харків-Сокільники, а під час німецької окупації 1941-43 — Харків-Центральний.